# Trend Micro
Trend Micro – japońskie przedsiębiorstwo specjalizujące się w produkcji oprogramowania zabezpieczającego. Zostało założone w 1988 r. przez Steve’a Changa, Jenny Chang i Eve Chen. Od momentu przejęcia działu HP – Tipping Point (pocz. 2016 r.) zatrudnia ponad 5500 pracowników.